# Odinia meijerei
Odinia meijerei är en tvåvingeart som beskrevs av Collin 1952. Odinia meijerei ingår i släktet Odinia och familjen tickflugor. Inga underarter finns listade i Catalogue of Life.